# On ne badine pas avec l'amour
On ne badine pas avec l’amour est une pièce de théâtre en trois actes d'Alfred de Musset, publiée en 1834 dans la Revue des deux Mondes et représentée le 18 novembre 1861 à la Comédie-Française.
Musset écrit à l'âge de 24 ans cette pièce en prose après une ébauche en vers et choisit le genre du Proverbe, genre dramatique mondain et mineur basé sur une intrigue sentimentale légère. Mais, dans le dernier acte il s'éloigne du genre sous l'influence du drame romantique avec la présence de l'échec et de la mort.

## Histoire du texte
En mars 1834, Musset quitte Venise seul après le drame de la rupture avec George Sand quand ils se quittent et qu'elle part avec le médecin Pagello. Commence alors une correspondance amicale « plus ardente que l’amour » entre les deux amants séparés, où Musset informe qu’il projette d’écrire leur histoire, « de bâtir un autel, fût-ce avec ses os » à George, qui sera le futur roman La Confession d'un enfant du siècle. Mais François Buloz, le directeur de la Revue des deux Mondes, lui fait une commande d’une comédie dans la continuité d’Un spectacle dans un fauteuil, laissant le poète désabusé, ne sachant même pas « comment lui faire une malheureuse comédie ». C’est donc sans enthousiasme qu’il commence l’écriture d’On ne badine pas avec l’amour, finissant deux mois plus tard, pour enfin se tourner vers le projet de son roman.
La liaison passionnée qu'il a entretenue avec George Sand a nourri en grande partie la pièce, ainsi la scène 5 de l'acte II reprend des passages des lettres écrites par George Sand lors du conflit amoureux (« Tous les hommes sont menteurs, inconstants… »)
Musset a choisi d'écrire pour la lecture depuis l'échec de la représentation de la Nuit vénitienne en 1830 : le texte est publié dans la Revue des deux Mondes en 1834 et en volume en 1840. La première représentation de On ne badine pas avec l'amour a lieu en 1861 (après la mort de l'auteur en 1857) mais il faudra attendre 1923 pour voir monter la version originale complète.

## Synopsis
La pièce se déroule au château du Baron et a pour principaux personnages Camille, sa nièce, une jeune fille de 18 ans qui sort du couvent, et son cousin de 21 ans, Perdican, récemment titulaire d'un doctorat. Les deux jeunes gens se retrouvent après dix ans de séparation dans ce château si cher à leurs cœurs, où ils ont grandi, joué et se sont aimés. Le Baron projette de marier les deux cousins.

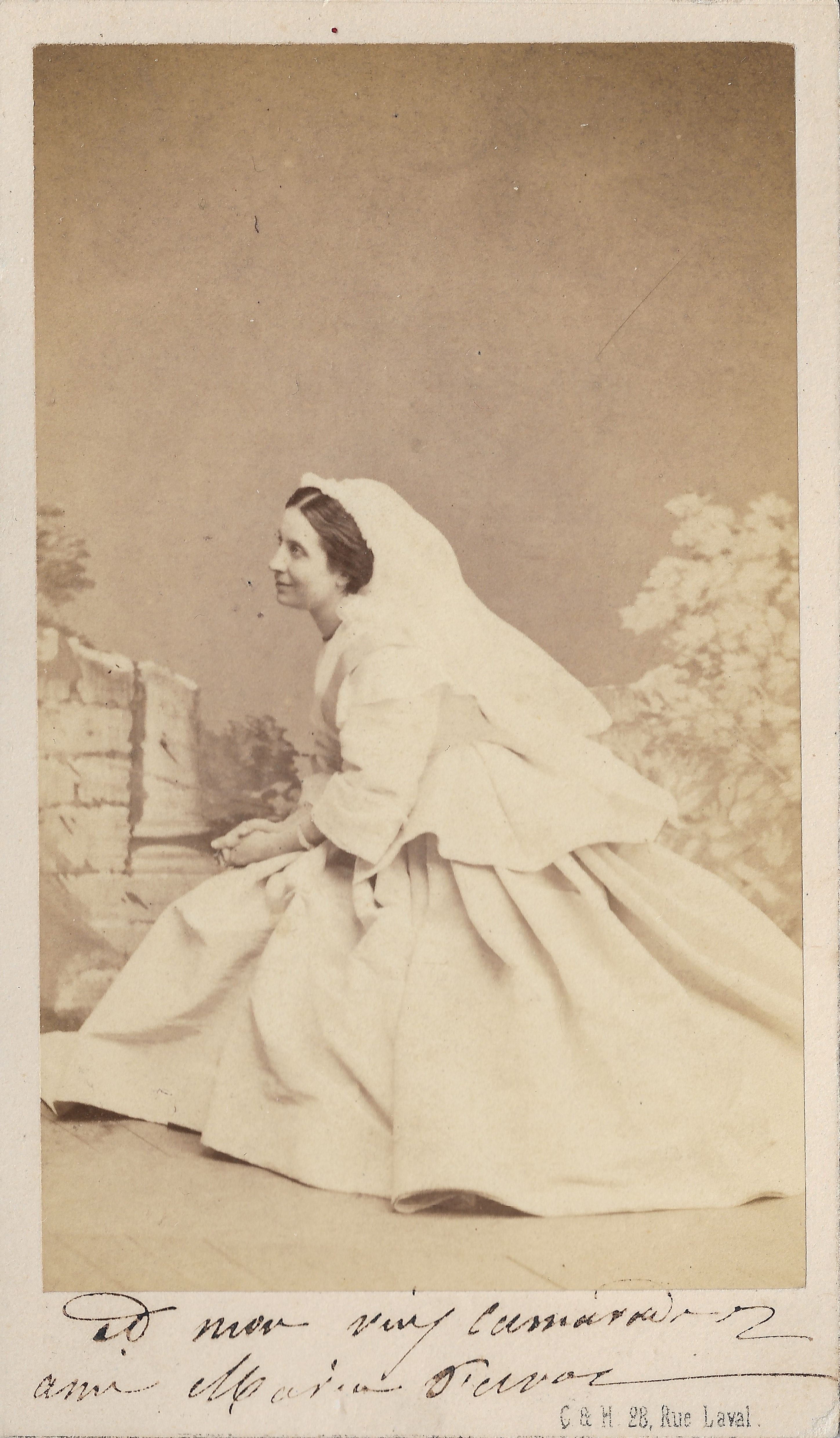
L'actrice Maria Favart dans le rôle de Camille.

Perdican et Camille s'aiment depuis toujours, mais cette dernière, éduquée très strictement par les sœurs du couvent, toutes victimes d'amours malheureuses, a appris à ne pas faire confiance aux hommes. Elle a donc pris la décision d’y retourner et de vouer sa vie à Dieu.
Camille continue malgré tout de cacher ses sentiments pour Perdican, par pur orgueil. Elle envoie donc une lettre à Louise, une religieuse de son couvent qui l'a fortement influencée par l'exemple de ses propres malheurs pour la dissuader de quitter ce lieu où elle « est en sécurité », lettre où elle explique qu'elle a tout fait pour se faire détester de Perdican, et où elle affirme que ce dernier est au désespoir à cause de son refus de mariage.
Au cours d’une dispute entre Dame Pluche, la gouvernante et Maître Blazius, l'abbé, Perdican tombe sur cette lettre. Touché dans son amour-propre, il laisse l'orgueil et la vanité le dominer, et décide de la détromper en séduisant Rosette, une jeune paysanne, sœur de lait de Camille, espérant ainsi rendre sa cousine jalouse, lui donnant rendez-vous afin qu'elle assiste à la scène. 
Mais Camille apprend par Dame Pluche que Perdican avait lu sa lettre, et comprend ainsi son comportement. Par vengeance, elle affirme à Rosette que Perdican se moque d'elle. Rosette s’aperçoit de la méprise et perd connaissance. Camille et Perdican s'avouent finalement leur amour dans la dernière scène, mais Rosette, qui les observait en cachette, ne supporte pas cette désillusion et meurt d'émotion : « Elle est morte. Adieu, Perdican. », conclut Camille.

### La liberté formelle
L'œuvre apparaît comme un proverbe qui tend vers le drame romantique mais se distingue de ce genre par l'absence de situation historiquement définie et d'héroïsation des personnages qui demeurent communs et relèvent plutôt de l'art romanesque.
Il existe bien un découpage formel en actes et en scènes mais ce sont souvent des tableaux avec une multiplication des lieux : plusieurs endroits à l'intérieur du château (salle de réception – salle à manger – chambre de Camille) mais aussi la place devant le château, lieu de contacts sociaux et au-delà la nature (champs - bois – bergerie, oratoire : lieu d'intimité et de drame lors de l'ultime confrontation). La diversité formelle apparaît aussi à travers les types d'échanges qui vont de la vivacité extrême (début de III, 2), à la tirade (chœur dans I,1, II,5 ou II,8) et au monologue (Perdican dans III, 1 et parodiquement Bridaine dans II,1). 
Ce jeu sur le langage est complété par le jeu avec le théâtre, que ce soit à travers les procédés des lettres, des témoins cachés, la parodie de chœur antique ou le fait d'établir le spectateur en complice des manipulations diverses.
Le mélange des personnages (silhouettes des « fantoches » et personnalités plus fouillées) participe aussi à l'éclatement du genre théâtral puisque, à cette diversité des personnages, correspond une diversité des tons qui vont du plaisant et du burlesque au tragique et au pathétique, avec une disparition progressive du comique.

### Thématique
On rencontre des thèmes secondaires comme la problématique sociale, avec la caricature du baron dépassé par la situation, tout comme Blazius, Bridaine et dame Pluche qui ont échoué dans leur ambition éducative. La question de la violence sociale est par ailleurs illustrée par Rosette, la paysanne méprisée par Camille et manipulée par Perdican, qui joue de son statut de maître et la conduira à sa perte. 
Un thème adjacent complète le précédent et s'y oppose, sans être vraiment approfondi par Musset : celui de la nature, représentée par Rosette chez qui l'état de nature est associé à l'innocence et que Perdican relie au bonheur perdu de l'enfance.
Un point plus approfondi est constitué par l'anticléricalisme, Musset dénonçant le mode de vie des hommes d'Église mais surtout la détestable éducation religieuse des jeunes filles qui les prive du bonheur terrestre de l'amour. La critique apparaît à travers la moquerie des religieux goinfres et délateurs mais bien plus encore avec la dénonciation de la perversion de la dévotion qui conduit à la haine des hommes plutôt qu'à l'amour de Dieu, perversion illustrée par l'évocation de la figure de Louise par Camille. Le personnage desséché et acariâtre de Dame Pluche est une autre illustration de la faillite de l'option religieuse, au-delà de l'éducation des jeunes filles.
Les thèmes majeurs de la pièce vont cependant plus loin que ces connotations d'époque pour atteindre des thèmes universels mais avec une coloration romantique particulière : il s'agit de l'amour et du sentiment tragique de la vie. Musset met d'abord en scène, dans la lignée de Marivaux, le libertinage et le badinage amoureux, produits de l'inconstance masculine (Perdican a un naturel sympathique mais il est aussi immature et cruel, avec Rosette notamment) mais aussi de la coquetterie féminine (Camille est « d'humeur changeante », elle provoque Perdican, pratique le mensonge et le piège). Mais c'est l'hymne à l'amour qui marque l'œuvre. Cette place suprême faite à l'amour se dévoile magistralement dans la scène 5 de l'acte II quand s'affrontent le désir d'un amour sublime et absolu chez Camille qui, cependant, a peur de souffrir, et l'acceptation de cette souffrance causée par l'amour chez Perdican pour qui l'amour est la justification unique de la vie. Mais la cause est entendue : la mort va triompher, réelle pour Rosette et symbolique pour Camille et Perdican dans l'adieu final.
Musset met ainsi en place l'engrenage fatal de l'orgueil : le désir de dominer l'autre et l'inconséquence des personnages qui jouent avec les mots et les situations vont conduire tragiquement à l'échec et à la mort. La folie des hommes les conduit à rendre impossible le bonheur de l'amour : sans s'en rendre compte, comme des enfants, ils tissent eux-mêmes leur destin malheureux.

### Bilan
La pièce, écrite pour la lecture, présente une liberté formelle qui rend son étiquetage délicat : à la fois comédie et drame, On ne badine pas avec l'amour tient une place à part dans le théâtre de l'époque par ses situations et ses personnages ordinaires qui évoquent le monde des romans. Ces personnages principaux sans statut héroïque, au-delà de leurs points communs avec Alfred de Musset et George Sand, touchent toujours les spectateurs par la facilité d'identification qu'ils proposent, et ce à toutes les périodes. Enfin, l'exaltation du sentiment amoureux mêlée à la perception du tragique de la vie inscrit l'œuvre parmi les plus marquantes du romantisme.

## Représentations
- 1861 : première représentation à la Comédie-Française, avec une pièce modifiée[7],[8],[9]
- 1959 : Jean Vilar au TNP, Palais de Chaillot (Paris)
- 1977 : Simon Eine à la Comédie Française (Paris)[10]
- 1993 : Jean-Pierre Vincent au Théâtre Nanterre-Amandiers (Nanterre)
- 2003 : Ladislas Chollat au Théâtre Le Ranelagh (Paris)
- 2007 : Philippe Faure au Théâtre de la Croix-Rousse (Lyon)
- 2009 : Boris Van Overtveldt au Théâtre des Artisans (Paris)
- 2009 : Michel Bouttier au Théâtre Espace Marais (Paris)
- 2011 : Yves Beaunesne au Théâtre du Vieux-Colombier (Paris)
- 2015 : au théâtre Denise-Pelletier (Montréal)
- 2016 : Yann Lefeivre au Trident (Cherbourg-en-Cotentin)

## Adaptation cinématographique
La pièce a été portée à l'écran à l'époque du muet par Georges Méliès en 1908 dans On ne badine pas avec l'amour, en 1924 avec le même titre par Gaston Ravel et Tony Lekain, et en 1926 par Georg Wilhelm Pabst avec notamment Werner Krauss et Lili Damita sous le titre Man spielt nicht mit der Liebe. Ce dernier film est aujourd'hui réputé perdu. 
Jean Desailly a réalisé sa version en 1955 : On ne badine pas avec l'amour.

## Musique
Musique de scène de Camille Saint-Saëns créée le 8 février 1917 au théâtre de l'Odéon à Paris.

#### Sur l'œuvre
- Résumé sur romantis.free.fr.
- Dossier pédagogique Bordas.
- On ne badine pas avec l'amour, édition GF, notes de Nathalie Marinier.

#### Autour de l'œuvre
- Anne Ubersfeld, Le Drame romantique, Belin, 1994.
- Éric Gans, Musset et le Drame tragique, Paris, José Corti.
- Anne-Simone Dufief, Le Théâtre au XIXe siècle : du romantisme au symbolisme, Bréal 2001.